# Anselmo Ralph
Anselmo Cordeiro da Mata (Luanda, 12 de marzo de 1981); conocido Anselmo Ralph, es un músico, cantante y compositor angoleño.

## Biografía
Anselmo Ralph nació en Luanda el 12 de marzo de 1981, donde asistió a la educación primaria y secundaria. Luego emigró a Nueva York para terminar la escuela secundaria donde y se graduó en Contabilidad en Borough of Manhattan Community College.
El cantante se casó con Madlice Castro en 2008, con quien tiene dos hijos, Alícia y Jason.

## Carrera
Entre la década de los '90 se trasladó a Madrid, España, donde vivió algunos años. Se convirtió en un gran admirador del cantante dominicano Juan Luis Guerra, que tuvo una gran influencia en su futura carrera como músico.
En 1995, se integró a la banda "NGB" (New Generation Band) con quien grabó su primer disco.

### Histórias de AmoryAs Últimas Histórias de Amor(2006–2008)
En enero de 2006, lanzó su primer álbum titulado "Histórias de Amor" producidos por el productor Bom Som, propietario del artista y su mánager Camilo Travassos. El álbum está dominada por el género de la música R&B y fue un éxito inmediato. Dos semanas después del lanzamiento a los mercado de angoleños y extranjeros, el primer show se realizó en la discoteque de Miami Beach, en Isla de Luanda, se agotó. En el mismo año fue nominado por la canal de televisión sudafricano Channel, como el "Mejor Cantante de R&B", y también para los MTV Europe Music Awards 2006 en la categoría "Mejor Artista Africano".
Tras el éxito del primer álbum "Histórias de Amor", el productor Bom Som lanzó su segundo álbum "As Últimas Histórias de Amor", lanzado el 14 de febrero de 2007, que se convirtió rápidamente en un gran éxito nacional e internacional. Con este segundo álbum, Anselmo Ralph recibió el premio a la "Mejor Cantante Masculino" y el premio de "Top Radio Luanda", como el músico más votado del año.
En 2008, firmó un contrato de tres álbum con las mejores producciones, LS. Produções. También fue el año en el que el artista estaba haciendo muchos espectáculos en Angola y también en el extranjero: Portugal, Holanda, Inglaterra, Mozambique, Sudáfrica, Santo Tomé y Príncipe, Brasil y Namibia.

### O Cupidoy"A Dor do Cupido"(2009–2012)
En 2009, nuevamente lanzó su tercer álbum "Cupido" lanzado el 14 de febrero, que vendió 40.000 copias después de solo cuatro meses. En julio, el LS. Produções produjo el Mega Show de dos días en Pavilhão da Cidadela, se compraron en dos conciertos (alrededor de 42.000 personas).
En 2011, lanzó un sencillo del próximo álbum "A Dor Do Cupido" que en solo dos días vendió 42.000 copias. El artista batió así otro récord en su carrera consiguiendo más de 1 millón de reproducciones en el video musical "Não Me Toca", consiguiendo que por primera vez Coca-Cola se une su nombre a un artista.
En 2012, Anselmo Ralph agota el campo pequeño en Lisboa en un concierto memorablemente editado en CD/DVD y formatos digitales: "Best of Anselmo Ralph – Live". En este documento audiovisual, podemos encontrar las mejores imágenes en directo de Anselmo Ralph en un espectáculo lleno de color, energía y romanticismo.

### "Live"yA Dor do Cupido(2012–presente)
En 2013, el artista lanzó el álbum "A Dor Do Cupido". En el mismo año, contribuyó junto con Paulo Gonzo sobre la canción "Ela É", incluido en el álbum "Duetos".
En febrero de 2014, actuó en la fiesta de cumpleaños de Cristiano Ronaldo en Madrid. En junio de ese mismo año, Anselmo Ralph fue nominado para los MTV Africa Music Awards 2014, También en noviembre, le entregó el presidente de Angola, José Eduardo dos Santos, el primer disco de platino conquistado por un angoleño en Portugal. En octubre del mismo año, por invitación de Nicolás Breyner y el realizador Edgar Pera, el músico angoleño hizo una participación en la comedia Virados do Avesso.
En 2014, Anselmo Ralph fue uno de los coach del programa "The Voice Portugal" (sedunda temporada), emitido en la RTP.

## Discografía
Álbumes de estudio
- 2004 – "Anselmo" (demo)
- 2006 – "Historias de Amor"
- 2007 – "As Ultimas Historias de Amor" (edición especial)
- 2009 – "O Cupido"
- 2011 – "A Dor do Cupido" (EP)
- 2012 – "Best of Anselmo Ralph – Live"'
- 2013 – "A Dor do Cupido"
- 2016 - ""O Amor é Cego""

Singles
- 2007 – "Um Dois"
- 2011 – "A Dor do Cupido"
- 2011 – "Atira Água" (feat. Nelson Freitas & Eddy Parker)
- 2012 – "Não Me Toca"
- 2013 – "Única Mulher"
- 2016 - ""Todo Teu""